# Фулда
Фулда (њем. Fulda) град је у њемачкој савезној држави Хесен. Једно је од 23 општинска средишта округа Фулда. Према процјени из 2010. у граду је живјело 64.129 становника.

## Историја
Бенедиктински манастир основао је Свети Штурм 744. у Фулди. Тај манастир служио је касније као база за мисионаре, који су пратили војску Карла Великога приликом освајања и покрштавања паганске Саксоније. Мајордом Карломан први је финансијски подржавао манастир. Свети Штурм је управљао манастиром до 779. и изгледа да је био повезан са баварским војводама. Свети Бонифатије је 754. убијен у Фризији, а његови посмртни остаци пренесени су у Фулду. Фулда је због тога постала место ходочашћа, што је битно увећало приходе манастира. Фулда је од самога почетка била заснована на црској повељи, тако да је одговарала једино немачком цару. Фулда је 1752. постала бискупија. Након Бечкога конгреса 1815. припала је Хесену, а 1866. анектирана је Прусији.

## Географски и демографски подаци
Фулда се налази у савезној држави Хесен у округу Фулда. Град се налази на надморској висини од 261 метра. Површина општине износи 104,0 km². У самом граду је, према процјени из 2010. године, живјело 64.129 становника. Просјечна густина становништва износи 616 становника/km².
Посједује регионалну шифру (AGS) 6631009, NUTS (DE732) и LOCODE (DE FUL) код.

## Међународна сарадња
| Мјесто         | Држава               | Врста сарадње | Од    |
| -------------- | -------------------- | ------------- | ----- |
| Литомјержице   | Чешка                | контакт       | 1965. |
| Вилмингтон     | САД                  | партнерство   | 1997. |
| Сергијев Посад | Русија               | партнерство   | 1991. |
|                | Пољска               | контакт       | 1955. |
| Докум          | Холандија            | контакт       | 1958. |
| Комо           | Италија              | партнерство   | 1960. |
| Кредитон       | Уједињено Краљевство | контакт       | 1954. |
| Чешир          | Уједињено Краљевство | контакт       | 1952. |
| Арл            | Француска            | партнерство   | 1964. |
| Извор          |                      |               |       |